# 米夏埃尔·克莱姆
米夏埃尔·克莱姆（德語：Michael Klemm，1965年6月13日—），德国前男子手球运动员。他曾代表德国国家队参加1992年夏季奥林匹克运动会手球比赛，结果队伍获得第10名。